# Філіппо Ганна
Філіппо Ганна (італ. Filippo Ganna; нар. 25 липня 1996) — італійський велогонщик, олімпійський чемпіон 2020 року, чемпіон світу та Європи.

## Виступи на Олімпіадах
| Олімпіада           | Дисципліна                    | Місце |
| ------------------- | ----------------------------- | ----- |
| Ріо-де-Жанейро 2016 | командна гонка переслідування | 6     |
| Токіо 2020          | командна гонка переслідування | 1     |